# Nechuša
Nechuša (hebrejsky נְחוּשָׁה, v oficiálním přepisu do angličtiny Nehusha) je vesnice typu mošav v Izraeli, v Jeruzalémském distriktu, v Oblastní radě Mate Jehuda.

## Geografie
Leží v nadmořské výšce 421 metrů na pomezí zemědělsky využívané pahorkatiny Šefela a západního okraje zalesněných svahů Judských hor. Jižním a východním směrem leží rozsáhlý lesní komplex, kterým probíhá vádí Nachal Guvrin.
Obec se nachází 35 kilometrů od břehu Středozemního moře, cca 52 kilometrů jihovýchodně od centra Tel Avivu, cca 32 kilometrů jihozápadně od historického jádra Jeruzalému a 13 kilometrů jižně od Bejt Šemeš. Nechušu obývají Židé, přičemž osídlení v tomto regionu je etnicky převážně židovské. Mošav je situován 2 kilometry od Zelené linie, která odděluje Izrael v jeho mezinárodně uznávaných hranicích od území Západního břehu Jordánu. Počátkem 21. století byly přilehlé arabské (palestinské) oblasti Západního břehu od Izraele odděleny pomocí bezpečnostní bariéry.
Nechuša je na dopravní síť napojena pomocí místní komunikace, jež západně od vesnice ústí do dálnice číslo 38.

## Dějiny

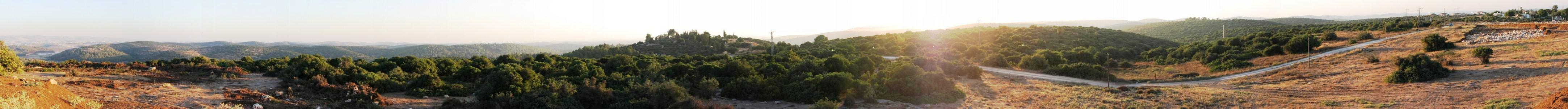
Panoramatický pohled na mošav Nechuša

Nynější vesnice Nechuša byla založena v roce 1982. Novověké židovské osidlování tohoto regionu začalo po válce za nezávislost tedy po roce 1948, kdy Jeruzalémský koridor ovládla izraelská armáda a kdy došlo k vysídlení většiny zdejší arabské populace.
V okolí dnešního mošavu ale výraznější arabské osídlení nebylo, pouze cca dva kilometry severovýchodně odtud stála malá vesnice Chirbet Um Burdž. V ní se nacházely stavební pozůstatky z římských dob. Roku 1945 žilo v Chirbet Um Burdž 140 lidí. V roce 1931 zde stálo 26 domů. Izraelci byl Chirbet Um Burdž dobyt v říjnu 1948, v následujících měsících zde pak skončilo arabské osídlení. Zástavba vesnice byla zcela zbořena, s výjimkou jednoho domu.
Po vzniku státu Izrael byl tento region plánovitě osidlován v rámci bloku Chevel Adulam. Ke zřízení vesnice došlo 19. srpna 1955. Šlo zpočátku o polovojenskou osadu typu Nachal, která byla součástí pásu židovských vesnic zřizovaných v pohraničních nebo odlehlých oblastech státu. V roce 1965 ale byla vesnice pro sociální a ekonomické obtíže opuštěna. Znovu byla osídlena až roku 1981. V současnosti obec prochází stavební expanzí.
Jméno vesnice je inspirováno citátem z biblické Knihy žalmů 18,35 - „učí bojovat mé ruce a mé paže napnout bronzový luk“

## Demografie
Podle údajů z roku 2014 tvořili naprostou většinu obyvatel v Nechuše Židé (včetně statistické kategorie "ostatní", která zahrnuje nearabské obyvatele židovského původu ale bez formální příslušnosti k židovskému náboženství). Jde o menší obec vesnického typu s dlouhodobě rostoucí populací. K 31. prosinci 2014 zde žilo 1143 lidí. Během roku 2014 populace stoupla o 12,3 %.
| Rok            | 1983 | 1995 | 2001 | 2003 | 2004 | 2005 | 2006 | 2007 | 2008 | 2009 | 2010 | 2011 | 2012 | 2013 | 2014 |
| -------------- | ---- | ---- | ---- | ---- | ---- | ---- | ---- | ---- | ---- | ---- | ---- | ---- | ---- | ---- | ---- |
| Počet obyvatel | 74   | 194  | 258  | 261  | 251  | 244  | 240  | 270  | 284  | 229  | 292  | 643  | 934  | 1018 | 1143 |